# Nedetskij dom
Nedetsky dom (russisk: Недетский дом) er en russisk spillefilm fra 2022 af Mikhail Raskhodnikov.

## Medvirkende
- Ivan Okhlobystin som Andrej Must
- Aleksandr Panin som Litva
- Polina Vataga som Inna
- Irina Rozanova
- Jekaterina Solomatina
- Aleksandra Skatjkova
- Oleg Vasilkov